# Oday Dabbagh
Oday Ibrahim Mohammed Dabbagh (Jerusalém, 3 de dezembro de 1998) é um futebolista palestino que atua como centroavante. Atualmente, defende o Zamalek.

## Carreira
Em 21 de agosto de 2021, Dabbagh se juntou ao Arouca, da Primeira Liga Portuguesa, por um contrato de dois anos. Ele fez sua estreia em 28 de agosto e saiu do banco aos 80 minutos na derrota por 0 a 3 para o Porto. Em 18 de setembro, Dabbagh marcou seu primeiro gol no empate em 2-2 contra o Vitória de Guimarães.
Com apenas 20 anos, Dabbagh foi convocado, pela Seleção Palestina de Futebol, para a Copa da Ásia de 2019 e jogou contra Austrália e Jordânia.

## Títulos e Prêmios
Hilal Al-Quds
- West Bank Premier League: 2016–17, 2017–18, 2018–19
- Copa da Palestina: 2017–18
- Supercopa da Palestina: 2017–18

Qadsia
- Supercopa do Kuwait: 2019

Al-Arabi
- Kuwaiti Premier League: 2020–21

Aberdeen
- Copa da Escócia: 2024–25[8]

Palestina
- Bangabandhu Cup: 2018

Individual
- Islamic Solidarity Games top goalscorer: 2017
- Kuwaiti Premier League top goalscorer: 2020–21